# Wortegem-Petegem
Wortegem-Petegem és un municipi belga de la província de Flandes Oriental a la regió de Flandes. Està compost per les seccions de Elsegem, Moregem, Petegem-aan-de-Schelde, Wortegem i Ooike.

## Agermanaments
- Moringhem
- Elsenheim
- Velddrif (Bergrivier)